# Włodzimierz Pietrzak (pedagog)
Włodzimierz Pietrzak (ur. 17 grudnia 1951 w Łodzi, zm. 24 stycznia 1993 w Warszawie) – polski surdopedagog, absolwent i nauczyciel akademicki Wyższej Szkoły Pedagogiki Specjalnej.

## Życiorys
- 1977 – obronił pracę magisterską pt. Postawy emocjonalne dzieci głuchych wychowywanych w różnych warunkach środowiskowych pod kierunkiem prof. dr. hab. Adama Frączka
- 1978–1981 – studia doktoranckie w Instytucie Defektologii Akademii Nauk Pedagogicznych w Moskwie, doktorat nt. „Rozumienie emocji człowieka przez dzieci głuche” pod kierunkiem prof. dr hab. T.W. Rozanowej, (1985–1988 tamże staż habilitacyjny)
- 1987 – kierownik Pracowni Surdopedagogiki w Wyższej Szkole Pedagogiki Specjalnej
- 1988 – odznaczony Srebrnym Krzyżem Zasługi
- 1990 – prorektor ds. studenckich i przekształceń WSPS
- 1991 – prodziekan Wydziału Rewalidacji i Resocjalizacji WSPS
- 1991 – uzyskuje tytuł profesora nadzwyczajnego. Praca habilitacyjna nt. „Rozwoju emocjonalnego głuchych”
- 1991 – stypendysta IREX, kilkumiesięczny staż naukowy w Gallaudet University w Waszyngtonie.

Obszary badań: rozwój emocjonalny głuchych, metody kształcenia młodzieży głuchej.
Zainteresowania naukowe wyniósł z domu rodzinnego, w którym był wychowywany przez niesłyszących rodziców.
Wybrane publikacje:
- Język migowy dla pedagogów. Wydawnictwa Szkolne i Pedagogiczne, Warszawa 1992.
- Dzieci z wadą słuchu [w:] Dziecko niepełnosprawne w rodzinie, pod redakcją Ireny Obuchowskiej, WSiP, Warszawa 1991.
- liczne artykuły w „Defektologii”, „Szkole Specjalnej”, „W Świecie Ciszy”.

Przygotował dwie książki, których nie ukończył: Programy edukacyjne w kształceniu dzieci głuchych oraz Terapia emocjonalna dzieci głuchych.
Warsztaty praktyczne za granicą:
- Instytut Defektologii w Moskwie – Rosja
- Szkoła dla Głuchych w Sint Michelagestal – Holandia
- Szkoła w Sztokholmie – Szwecja
- Szkoły dla Głuchych w Segedynie i Budapeszcie – Węgry
- Szkoły dla Głuchych i Niedosłyszących w Bratysławie- Słowacja
- Gallaudet University w Waszyngtonie – USA.

Był działaczem, wiceprzewodniczącym Rady Naukowej Polskiego Związku Głuchych, członkiem Międzynarodowej Federacji Głuchych (World Federation of the Deaf), członkiem Polskiego Związku Niewidomych, Prezesem Fundacji dla Niepełnosprawnych im. Marii Grzegorzewskiej. Zainicjował działalność Fundacji Wspierania Osób Niepełnosprawnych Ecce Homo, po jego śmierci jego imieniem.
Był współautorem scenariuszy filmowych do nauki języka migowego dla Wytwórni Filmowej Dydaktyka. Brał udział w programach telewizyjnych W świecie ciszy, Tacy sami.
W 2013 r. nadano auli wykładowej Akademii Pedagogiki Specjalnej imię Profesora Włodzimierza Pietrzaka.